# Yrjö Väisälä
| Asteroides descubiertos : 128 | Asteroides descubiertos : 128 |
| ----------------------------- | ----------------------------- |
| (1391) Carelia                | 16 de febrero de 1936         |
| (1398) Donnera                | 26 de agosto de 1936          |
| (1405) Sibelius               | 12 de septiembre de 1936      |
| (1406) Komppa                 | 13 de septiembre de 1936      |
| (1407) Lindelöf               | 21 de noviembre de 1936       |
| (1421) Esperanto              | 18 de marzo de 1936           |
| (1424) Sundmania              | 9 de enero de 1937            |
| (1446) Sillanpää              | 26 de enero de 1938           |
| (1447) Utra                   | 26 de enero de 1938           |
| (1448) Lindbladia             | 16 de febrero de 1938         |
| (1449) Virtanen               | 20 de febrero de 1938         |
| (1450) Raimonda               | 20 de febrero de 1938         |
| (1451) Granö                  | 22 de febrero de 1938         |
| (1453) Fennia                 | 8 de marzo de 1938            |
| (1454) Kalevala               | 16 de febrero de 1936         |
| (1460) Haltia                 | 24 de noviembre de 1937       |
| (1462) Zamenhof               | 6 de febrero de 1938          |
| (1463) Nordenmarkia           | 6 de febrero de 1938          |
| (1471) Tornio                 | 16 de septiembre de 1938      |
| (1472) Muonio                 | 18 de octubre de 1938         |
| (1473) Ounas                  | 22 de octubre de 1938         |
| (1477) Bonsdorffia            | 6 de febrero de 1938          |
| (1478) Vihuri                 | 6 de febrero de 1938          |
| (1479) Inkeri                 | 16 de febrero de 1938         |
| (1480) Aunus                  | 18 de febrero de 1938         |
| (1483) Hakoila                | 24 de febrero de 1938         |
| (1488) Aura                   | 15 de diciembre de 1938       |
| (1492) Oppolzer               | 23 de marzo de 1938           |
| (1494) Savo                   | 16 de septiembre de 1938      |
| (1495) Helsinki               | 21 de septiembre de 1938      |
| (1496) Turku                  | 22 de septiembre de 1938      |
| (1497) Tampere                | 22 de septiembre de 1938      |
| (1498) Lahti                  | 16 de septiembre de 1938      |
| (1499) Pori                   | 16 de octubre de 1938         |
| (1500) Jyväskylä              | 16 de octubre de 1938         |
| (1503) Kuopio                 | 15 de diciembre de 1938       |
| (1518) Rovaniemi              | 15 de octubre de 1938         |
| (1519) Kajaani                | 15 de octubre de 1938         |
| (1520) Imatra                 | 22 de octubre de 1938         |
| (1521) Seinäjoki              | 22 de octubre de 1938         |
| (1523) Pieksämäki             | 18 de enero de 1939           |
| (1524) Joensuu                | 18 de septiembre de 1939      |
| (1525) Savonlinna             | 18 de septiembre de 1939      |
| (1526) Mikkeli                | 7 de octubre de 1939          |
| (1527) Malmquista             | 18 de octubre de 1939         |
| (1529) Oterma                 | 26 de enero de 1938           |
| (1530) Rantaseppä             | 16 de septiembre de 1938      |
| (1532) Inari                  | 16 de septiembre de 1938      |
| (1533) Saimaa                 | 19 de enero de 1939           |
| (1534) Näsi                   | 20 de enero de 1939           |
| (1535) Päijänne               | 9 de septiembre de 1939       |
| (1536) Pielinen               | 18 de septiembre de 1939      |
| (1541) Estonia                | 12 de febrero de 1939         |
| (1542) Schalén                | 26 de agosto de 1941          |
| (1548) Palomaa                | 26 de marzo de 1935           |
| (1549) Mikko                  | 2 de abril de 1937            |
| (1551) Argelander             | 24 de febrero de 1938         |
| (1552) Bessel                 | 24 de febrero de 1938         |
| (1567) Alikoski               | 22 de abril de 1941           |
| (1631) Kopff                  | 11 de octubre de 1936         |
| (1646) Rosseland              | 19 de enero de 1939           |
| (1656) Suomi                  | 11 de marzo de 1942           |
| (1659) Punkaharju             | 28 de diciembre de 1940       |
| (1677) Tycho Brahe            | 6 de septiembre de 1940       |
| (1678) Hveen                  | 28 de diciembre de 1940       |
| (1696) Nurmela                | 18 de marzo de 1939           |
| (1699) Honkasalo              | 26 de agosto de 1941          |
| (1723) Klemola                | 18 de marzo de 1936           |
| (1740) Paavo Nurmi            | 18 de octubre de 1939         |
| (1757) Porvoo                 | 17 de marzo de 1939           |
| (1883) Rimito                 | 4 de diciembre de 1942        |
| (1928) Summa                  | 21 de septiembre de 1938      |
| (1929) Kollaa                 | 20 de enero de 1939           |
| (1947) Iso-Heikkilä           | 4 de marzo de 1935            |
| (2020) Ukko                   | 18 de marzo de 1936           |
| (2067) Aksnes                 | 23 de febrero de 1936         |
| (2091) Sampo                  | 26 de abril de 1941           |
| (2096) Väinö                  | 18 de octubre de 1939         |
| (2194) Arpola                 | 3 de abril de 1940            |
| (2204) Lyyli                  | 3 de marzo de 1943            |
| (2243) Lönnrot                | 25 de septiembre de 1941      |
| (2258) Viipuri                | 7 de octubre de 1939          |
| (2292) Seili                  | 7 de septiembre de 1942       |
| (2299) Hanko                  | 25 de septiembre de 1941      |
| (2333) Porthan                | 3 de marzo de 1943            |
| (2379) Heiskanen              | 21 de septiembre de 1941      |
| (2397) Lappajärvi             | 22 de febrero de 1938         |
| (2454) Olaus Magnus           | 21 de septiembre de 1941      |
| (2464) Nordenskiöld           | 19 de enero de 1939           |
| (2479) Sodankylä              | 6 de febrero de 1942          |
| (2486) Metsähovi              | 22 de marzo de 1939           |
| (2502) Nummela                | 3 de marzo de 1943            |
| (2512) Tavastia               | 3 de abril de 1940            |
| (2535) Hämeenlinna            | 17 de febrero de 1939         |
| (2638) Gadolin                | 19 de septiembre de 1939      |
| (2639) Planman                | 9 de abril de 1940            |
| (2678) Aavasaksa              | 24 de febrero de 1938         |
| (2679) Kittisvaara            | 7 de octubre de 1939          |
| (2690) Ristiina               | 24 de febrero de 1938         |
| (2715) Mielikki               | 22 de octubre de 1938         |
| (2716) Tuulikki               | 7 de octubre de 1939          |
| (2733) Hamina                 | 22 de febrero de 1938         |
| (2737) Kotka                  | 22 de febrero de 1938         |
| (2750) Loviisa                | 30 de diciembre de 1940       |
| (2802) Weisell                | 19 de enero de 1939           |
| (2820) Iisalmi                | 8 de septiembre de 1942       |
| (2826) Ahti                   | 18 de octubre de 1939         |
| (2885) Palva                  | 7 de octubre de 1939          |
| (2898) Neuvo                  | 20 de febrero de 1938         |
| (2962) Otto                   | 28 de diciembre de 1940       |
| (2972) Niilo                  | 7 de octubre de 1939          |
| (3037) Alku                   | 17 de enero de 1944           |
| (3099) Hergenrother           | 3 avril 1940                  |
| (3166) Klondike               | 30 de marzo de 1940           |
| (3212) Agrícola               | 19 de febrero de 1938         |
| (3223) Forsius                | 7 de septiembre de 1942       |
| (3272) Tillandz               | 24 de febrero de 1938         |
| (3281) Maupertuis             | 24 de febrero de 1938         |
| (3522) Becker                 | 21 de septiembre de 1941      |
| (3606) Pohjola                | 19 de septiembre de 1939      |
| (3897) Louhi                  | 8 de septiembre de 1942       |
| (4181) Kivi                   | 24 de febrero de 1938         |
| (4266) Waltari                | 28 de diciembre de 1940       |
| (4512) Sinuhe                 | 20 de enero de 1939           |
| (5073) Junttura               | 3 de marzo de 1943            |
| (5153) Gierasch               | 9 de abril de 1940            |
| (6073) 1939 UB                | 18 de octubre de 1939         |
| (6572) Carson                 | 22 de septiembre de 1938      |

Yrjö Väisälä (Kontiolahti, Finlandia, 6 de septiembre de 1891 – Rymättylä, Finlandia, 21 de julio de 1971) fue un astrónomo y físico finlandés.

## Familia
Yrjö Väisälä tuvo como hermanos a Kalle Väisälä, matemático, y a Vilho Väisälä, meteorólogo, destacados profesionales en sus campos de la ciencia.

## Contribuciones
Sus contribuciones fueron en el campo de la Óptica, aunque era bastante activo en Geodesia, Astronomía y Meteorología Óptica.
Entre 1935 y 1944 descubrió 128 asteroides que el Minor Planet Center acredita como Y. Vaisala. Väisälä descubrió los cometas periódicos 40P/Väisälä y 139P/Väisälä-Oterma, este codescubierto con Liisi Oterma y ants clasificado como asteroide con la designación provisional 1939 TN.

## Reconocimientos y honores
- Los asteroides (1573) Väisälä[3] y (2804) Yrjö[3] se han nombrado en honor a este astrónomo.
- El cráter lunar Väisälä lleva ese nombre en su memoria.[4]